# Verenigde Staten op de Olympische Winterspelen 1952
Tijdens de Olympische Winterspelen van 1952, die in Oslo (Noorwegen) werden gehouden, namen de Verenigde Staten voor de zesde keer deel. 

## Medailleoverzicht
| Sport       | Olympiër                                                     | Discipline       | Medaille |
| ----------- | ------------------------------------------------------------ | ---------------- | -------- |
| Alpineskiën | Andrea Mead-Lawrence                                         | reuzenslalom (v) | Goud     |
| Alpineskiën | Andrea Mead-Lawrence                                         | slalom (v)       | Goud     |
| Kunstrijden | Dick Button                                                  | mannen           | Goud     |
| Schaatsen   | Ken Henry                                                    | 500 m (m)        | Goud     |
| Bobsleeën   | Stanley Benham Patrick Martin                                | 2-mansbob (m)    | Zilver   |
| Bobsleeën   | Stanley Benham Patrick Martin Howard Crossett James Atkinson | 4-mansbob (m)    | Zilver   |
| Kunstrijden | Tenley Albright                                              | vrouwen          | Zilver   |
| Kunstrijden | Karol Kennedy Peter Kennedy                                  | paarrijden       | Zilver   |
| Schaatsen   | Don McDermott                                                | 500 m (m)        | Zilver   |
| IJshockey   | Olympisch team                                               | mannen           | Zilver   |
| Kunstrijden | Jim Grogan                                                   | mannen           | Brons    |

## Deelnemers en resultaten

### Alpineskiën
| Olympiër             | Discipline       | Resultaat | Prestatie                              |
| -------------------- | ---------------- | --------- | -------------------------------------- |
| William Beck         | afdaling (m)     | 5e        | 2.33,3 (+2,5)                          |
| Richard Buek         | afdaling (m)     | 12e       | 2.39,1 (+8,3)                          |
| Brooks Dodge         | afdaling (m)     | 32e       | 2.52,2 (+21,4)                         |
| Brooks Dodge         | reuzenslalom (m) | 6e        | 2.32,6 (+7,6)                          |
| Brooks Dodge         | slalom (m)       | 9e        | 2.04,7 (+4,7) 1.01,4+1.03,3            |
| David Lawrence       | reuzenslalom (m) | 35e       | 2.48,6 (+23,6)                         |
| Jack Nagel           | reuzenslalom (m) | 29e       | 2.42,0 (+17,0)                         |
| Jack Nagel           | slalom (m)       | r1: 35e   | 2e run niet startgerechtigd 1.07,3+dns |
| Jack Reddish         | afdaling (m)     | 14e       | 2.41,5 (+10,7)                         |
| Jack Reddish         | reuzenslalom (m) | 24e       | 2.39,5 (+14,5)                         |
| Jack Reddish         | slalom (m)       | 17e       | 2.09,0 (+9,0) 1.02,5+1.06,5            |
| Don Robison          | slalom (m)       | 22e       | 2.10,2 (+10,2) 1.05,1+1.05,1           |
| Jannette Burr        | afdaling (v)     | dq        | diskwalificatie                        |
| Jannette Burr        | reuzenslalom (v) | 22e       | 2.19,2 (+12,4)                         |
| Jannette Burr        | slalom (v)       | 15e       | 2.20,5 (+9,9) 1.11,2+1.09,3            |
| Andrea Mead-Lawrence | afdaling (v)     | 17e       | 1.55,3 (+8,2)                          |
| Andrea Mead-Lawrence | reuzenslalom (v) | Goud      | 2.06,8                                 |
| Andrea Mead-Lawrence | slalom (v)       | Goud      | 2.10,6 1.07,2+1.03,4                   |
| Imogene Opton        | reuzenslalom (v) | 15e       | 2.15,8 (+9,0)                          |
| Imogene Opton        | slalom (v)       | 5e        | 2.14,1 (+3,5) 1.07,4+1.06,7            |
| Katy Rodolph         | afdaling (v)     | 23e       | 1.57,4 (+10,3)                         |
| Katy Rodolph         | reuzenslalom (v) | 5e        | 2.11,7 (+4,9)                          |
| Katy Rodolph         | slalom (v)       | 21e       | 2.24,0 (+13,4) 1.17,6+1.06,4           |
| Betty Weir           | afdaling (v)     | 19e       | 1.55,7 (+8,6)                          |

### Bobsleeën
| Olympiër                                                      | Discipline                        | Resultaat | Prestatie                                                |
| ------------------------------------------------------------- | --------------------------------- | --------- | -------------------------------------------------------- |
| Stanley Benham Patrick Martin                                 | 2-mansbob (m) Verenigde Staten I  | Zilver    | 5.26,89 (+2,35) (1.22,03 / 1.22,12 / 1.21,21 / 1.21,53)  |
| Frederick Fortune John L. Helmer                              | 2-mansbob (m) Verenigde Staten II | 7e        | 5.33,82 (+9,28) (1.23,46 / 1.24,48 / 1.23,15 / 1.22,73)  |
| Stanley Benham Patrick Martin Howard Crossett James Atkinson  | 4-mansbob (m) Verenigde Staten I  | Zilver    | 5.10,48 (+2,64) (1.17,44 / 1.17,78 / 1.16,72 / 1.18,54)  |
| James Bickford Hubert Miller Maurice R. Severino Joseph Scott | 4-mansbob (m) Verenigde Staten II | 9e        | 5.19,68 (+11,84) (1.19,13 / 1.19,97 / 1.19,49 / 1.21,09) |

### Kunstrijden
| Olympiër                         | Discipline | Resultaat | Prestatie                |
| -------------------------------- | ---------- | --------- | ------------------------ |
| Dick Button                      | mannen     | Goud      | pc. 9,0; 192,256 punten  |
| Jim Grogan                       | mannen     | Brons     | pc. 24,0; 180,822 punten |
| Hayes Alan Jenkins               | mannen     | 4e        | pc. 40,0; 174,589 punten |
| Tenley Albright                  | vrouwen    | Zilver    | pc. 22,0; 159,133 punten |
| Sonya Klopfer                    | vrouwen    | 4e        | pc. 36,0; 154,633 punten |
| Ginny Baxter                     | vrouwen    | 5e        | pc. 50,0; 152,211 punten |
| Karol Kennedy Peter Kennedy      | paarrijden | Zilver    | pc. 17,5; 100,600 punten |
| Janet Gerhauser John Nightingale | paarrijden | 6e        | pc. 54,0; 92,600 punten  |

### Langlaufen
| Olympiër                                                            | Discipline        | Resultaat | Prestatie                                        |
| ------------------------------------------------------------------- | ----------------- | --------- | ------------------------------------------------ |
| Theodore A. Farwell                                                 | 18 km (m)         | 43e       | 1:11.54 (+10.20)                                 |
| Wendell Broomhall                                                   | 18 km (m)         | 57e       | 1:14.06 (+12.32)                                 |
| Thomas M. Jacobs                                                    | 18 km (m)         | 66e       | 1:16.43 (+15.09)                                 |
| John C. Burton                                                      | 18 km (m)         | 67e       | 1:16.47 (+15.13)                                 |
| George Hovland                                                      | 18 km (m)         | 71e       | 1:18.05 (+16.31)                                 |
| Robert W. Pidacks                                                   | 18 km (m)         | 72e       | 1:18.25 (+16.51)                                 |
| John H. Caldwell                                                    | 18 km (m)         | 73e       | 1:25.42 (+24.08)                                 |
| George Hovland John C. Burton Theodore A. Farwell Wendell Broomhall | 4x10 km estafette | 12e       | 2:53.28 (+33.12) (44.01 / 43.23 / 43.06 / 42.58) |

### Noordse combinatie
| Olympiër            | Discipline | Resultaat | Prestatie                                                              |
| ------------------- | ---------- | --------- | ---------------------------------------------------------------------- |
| Theodore A. Farwell | mannen     | 11e       | 401,45 punten schans: 196,0 (60,0+59,5+60,0 m) 18 km: 205,45 (1:11.54) |
| Thomas M. Jacobs    | mannen     | 21e       | 367,44 punten schans: 179,5 (57,0+56,5+56,0 m) 18 km: 187,94 (1:16.43) |
| John H. Caldwell    | mannen     | 22e       | 301,77 punten schans: 146,5 (57,5+57,5+58,0 m) 18 km: 155,27 (1:25.42) |
| Alvin P. Wegeman    | mannen     | dnf       | opgave schans: 179,0 (58,5+58,5+59,5 m) 18 km: dns                     |

### Schaatsen
| Olympiër          | Discipline   | Resultaat | Prestatie         |
| ----------------- | ------------ | --------- | ----------------- |
| Al Broadhurst     | 5000 m (m)   | 34e       | 9.09,2 (+58,6)    |
| Al Broadhurst     | 10.000 m (m) | 25e       | 18.44,2 (+1.58,4) |
| Chuck Burke       | 5000 m (m)   | 33e       | 9.06,4 (+55,8)    |
| Chuck Burke       | 10.000 m (m) | 27e       | 19.07,1 (+2.21,3) |
| Robert Fitzgerald | 500 m (m)    | 15e       | 44,9 (+1,7)       |
| Ken Henry         | 500 m (m)    | Goud      | 43,2              |
| Ken Henry         | 1500 m (m)   | 17e       | 2.25,0 (+4,6)     |
| Ken Henry         | 5000 m (m)   | 29e       | 8.59,9 (+49,3)    |
| Don McDermott     | 500 m (m)    | Zilver    | 43,9 (+0,7)       |
| Don McDermott     | 1500 m (m)   | 28e       | 2.28,8 (+8,4)     |
| Pat McNamara      | 1500 m (m)   | 18e       | 2.25,5 (+5,1)     |
| Pat McNamara      | 5000 m (m)   | 24e       | 8.53,4 (+42,8)    |
| Pat McNamara      | 10.000 m (m) | 16e       | 18.08,7 (+1.22,9) |
| Johnny Werket     | 500 m (m)    | 11e       | 44,5 (+1,3)       |
| Johnny Werket     | 1500 m (m)   | 12e       | 2.24,3 (+3,9)     |
| Johnny Werket     | 10.000 m (m) | dnf       | opgave            |

### Schansspringen
| Olympiër         | Discipline | Resultaat | Prestatie                  |
| ---------------- | ---------- | --------- | -------------------------- |
| Keith R. Wegeman | mannen     | 12e       | 204,5 punten (62,5+63,0 m) |
| Art Devlin       | mannen     | 15e       | 201,5 punten (63,5+60,5 m) |
| Arthur E. Tokle  | mannen     | 18e       | 199,5 punten (62,5+63,0 m) |
| Willis S. Olson  | mannen     | 22e       | 193,5 punten (62,5+62,0 m) |

### IJshockey
| Olympiër | Discipline | Resultaat | Prestatie |
| --- | ---------- | --------- | --- |
| Richard Desmond Donald Whiston Ruben Bjorkman Leonard Ceglarski Joseph Czarnota Andre Gambucci Clifford Harrison Gerald Kilmartin John Mulhern John Noah Arnold Oss Robert Rompre James Sedin Allen Van Kenneth Yackel | mannen     | Zilver    | toernooi: 3 - 2 Verenigde Staten - Noorwegen 8 - 2 Verenigde Staten - Duitsland 8 - 2 Verenigde Staten - Finland 8 - 2 Verenigde Staten - Zwitserland 2 - 4 Verenigde Staten - Zweden 5 - 3 Verenigde Staten - Polen 6 - 3 Verenigde Staten - Tsjecho-Slowakije 3 - 3 Verenigde Staten - Canada |

Argentinië · Australië · België · Bulgarije · Canada · Chili · Denemarken · Duitsland · Finland · Frankrijk · Griekenland · Groot-Brittannië · Hongarije · IJsland · Italië · Japan · Joegoslavië · Libanon · Nederland · Nieuw-Zeeland · Noorwegen · Oostenrijk · Polen · Portugal · Roemenië · Spanje · Tsjecho-Slowakije · Verenigde Staten · Zweden · Zwitserland